# Giải César cho nam diễn viên chính xuất sắc nhất
Giải César cho nam diễn viên chính xuất sắc nhất là một giải César được trao hàng năm cho nam diễn viên đóng vai chính của một phim, được bầu chọn là xuất sắc nhất. Một số nam diễn viên đã đoạt giài này nhiều lần:
- 3 lần: Michel Serrault (1979, 1982 et 1996);
- 2 lần: Philippe Noiret (1976, 1990), Gérard Depardieu (1981, 1991), Daniel Auteuil (1987, 2000), Michel Bouquet (2002, 2006), Mathieu Amalric (2005, 2008).

Nam diễn viên được đề cử nhiều lần nhất, là Gérard Depardieu với 15 đề cử
Theo sau là Daniel Auteuil (10), Patrick Dewaere (5), Michel Blanc, Michel Serrault et Michel Piccoli (4), Charles Berling, Jean-Pierre Bacri, Gérard Jugnot, Philippe Noiret, Jean-Pierre Marielle et Jean Rochefort (3), Jean-Louis Trintignant, Jean Réno, Vincent Lindon, Patrick Timsit, Yves Montand, Benoît Poelvoorde, Lambert Wilson, Christophe Malavoy, Jean Carmet (2)
Dưới đây là danh sách các người đoạt giải và các người được đề cử theo từng năm:

## Thập niên 1970
- 1976: Philippe Noiret, phim Le Vieux Fusil
  - Gérard Depardieu, - Sept morts sur ordonnance
  - Victor Lanoux, - Cousin, cousine
  - Jean-Pierre Marielle, - Les Galettes de Pont-Aven
- 1977: Michel Galabru, phim Le Juge et l'Assassin
  - Alain Delon, - Monsieur Klein
  - Gérard Depardieu, - La Dernière femme
  - Patrick Dewaere, - La Meilleure Façon de marcher
- 1978: Jean Rochefort, phim Le Crabe-tambour
  - Alain Delon, - Mort d'un pourri
  - Charles Denner, - L'Homme qui aimait les femmes
  - Gérard Depardieu, - Dites-lui que je l'aime
  - Patrick Dewaere, - Le Juge Fayard dit Le Shériff
- 1979: Michel Serrault, phim La Cage aux folles
  - Claude Brasseur, - Une histoire simple
  - Jean Carmet, - Le Sucre
  - Gérard Depardieu, -  Le Sucre

## Thập niên 1980
- 1980: Claude Brasseur, phim La Guerre des polices
  - Patrick Dewaere, - Série noire
  - Yves Montand, - I comme Icare
  - Jean Rochefort, - Courage, fuyons
- 1981: Gérard Depardieu, phim Le Dernier Métro
  - Patrick Dewaere, - Un mauvais fils
  - Philippe Noiret, - Pile ou face
  - Michel Serrault, - La Cage aux folles II
- 1982: Michel Serrault, phim Garde à vue
  - Patrick Dewaere, - Beau-père
  - Philippe Noiret, - Coup de torchon
  - Michel Piccoli, - Une étrange affaire
- 1983: Philippe Léotard, phim La Balance
  - Gérard Depardieu, - Danton
  - Gérard Lanvin, - Tir groupé
  - Lino Ventura, - Les Misérables
- 1984: Coluche, phim Tchao Pantin
  - Gérard Depardieu, - Les Compères
  - Yves Montand, - Garçon !
  - Michel Serrault, - Mortelle randonnée
  - Alain Souchon, - L'Été meurtrier
- 1985: Alain Delon, phim Notre histoire
  - Gérard Depardieu, - Fort Saganne
  - Louis Ducreux, - Un dimanche à la campagne
  - Philippe Noiret, - Les Ripoux
  - Michel Piccoli, - La Diagonale du fou
- 1986: Christophe Lambert, phim Subway
  - Gérard Depardieu, - Police
  - Robin Renucci, - Escalier C
  - Michel Serrault, - On ne meurt que deux fois
  - Lambert Wilson, - Rendez-vous
- 1987: Daniel Auteuil, phim Jean de Florette / Manon des sources
  - Jean-Hugues Anglade, - 37°2 le matin
  - Michel Blanc, - Tenue de soirée
  - André Dussolier, - Mélo
  - Christophe Malavoy, - La Femme de ma vie
- 1988: Richard Bohringer, phim Le Grand Chemin
  - Jean Carmet, - Miss Mona
  - Gérard Depardieu, - Sous le soleil de Satan
  - Gérard Jugnot, - Tandem
  - Christophe Malavoy, - De guerre lasse
  - Jean Rochefort, - Tandem
- 1989: Jean-Paul Belmondo, phim Itinéraire d'un enfant gâté
  - Richard Anconina, - Itinéraire d'un enfant gâté
  - Daniel Auteuil, - Quelques jours avec moi
  - Jean-Marc Barr, - Le Grand Bleu
  - Gérard Depardieu, - Camille Claudel

## Thập niên 1990
- 1990: Philippe Noiret, phim La Vie et rien d'autre
  - Jean-Hugues Anglade, - Nocturne indien
  - Michel Blanc, - Monsieur Hire
  - Gérard Depardieu, - Trop belle pour toi
  - Hippolyte Girardot, - Un monde sans pitié
  - Lambert Wilson, - Hiver 54, l'abbé Pierre
- 1991: Gérard Depardieu, phim Cyrano de Bergerac
  - Daniel Auteuil, - Lacenaire
  - Fabrice Luchini, - La Discrète
  - Michel Piccoli, - Milou en mai
  - Jean Rochefort, - Le Mari de la coiffeuse
  - Michel Serrault, - Docteur Petiot
- 1992: Jacques Dutronc, phim Van Gogh
  - Hippolyte Girardot, - Hors la vie
  - Gérard Jugnot, - Une époque formidable
  - Jean-Pierre Marielle, - Tous les matins du monde
  - Michel Piccoli, - La Belle Noiseuse
- 1993: Claude Rich, phim Le Souper
  - Daniel Auteuil, - Un cœur en hiver
  - Richard Berry, - Le petit prince a dit
  - Claude Brasseur, - Le Souper
  - Vincent Lindon, - La Crise
- 1994: Pierre Arditi, phim Smoking/No smoking
  - Daniel Auteuil, - Ma saison préférée
  - Michel Boujenah, - Le nombril du monde
  - Christian Clavier, - Les Visiteurs
  - Jean Reno, - Les Visiteurs
- 1995: Gérard Lanvin, phim Le Fils préféré
  - Daniel Auteuil, - La séparation
  - Gérard Depardieu, - Le Colonel Chabert
  - Jean Reno, - Léon
  - Jean-Louis Trintignant, - Trois couleurs: Rouge
- 1996: Michel Serrault, phim Nelly et Monsieur Arnaud
  - Vincent Cassel, - La haine
  - Alain Chabat, - Gazon maudit
  - François Cluzet, - Les Apprentis
  - Jean-Louis Trintignant, - Fiesta
- 1997: Philippe Torreton, phim Capitaine Conan
  - Daniel Auteuil, - Le Huitième Jour
  - Charles Berling, - Ridicule
  - Fabrice Luchini, - Beaumarchais, l'insolent
  - Patrick Timsit, - Pédale douce
- 1998: André Dussollier, phim On connaît la chanson
  - Daniel Auteuil, - Le Bossu
  - Charles Berling, - Nettoyage à sec
  - Alain Chabat, - Didier
  - Patrick Timsit, - Le Cousin
- 1999: Jacques Villeret, phim Le Dîner de cons
  - Charles Berling, - L'ennui
  - Jean-Pierre Darroussin, - Le Poulpe
  - Antoine De Caunes, - L'homme est une femme comme les autres
  - Pascal Greggory, - Ceux qui m'aiment prendront le train

## Thập niên 2000
- 2000: Daniel Auteuil, phim La Fille sur le pont
  - Jean-Pierre Bacri, - Kennedy et moi
  - Albert Dupontel, - La Maladie de Sachs
  - Vincent Lindon, - Ma petite entreprise
  - Philippe Torreton, - Ça commence aujourd'hui
- 2001: Sergi López, phim Harry, un ami qui vous veut du bien
  - Jean-Pierre Bacri, - Le Goût des autres
  - Charles Berling, - Les Destinées sentimentales
  - Bernard Giraudeau, - Une affaire de goût
  - Pascal Greggory, - La Confusion des genres
- 2002: Michel Bouquet, phim Comment j'ai tué mon père
  - Eric Caravaca, - La chambre des officiers
  - Vincent Cassel, - Sur mes lèvres
  - André Dussollier, - Tanguy
  - Jacques Dutronc, - C'est la vie
- 2003: Adrien Brody, phim Le Pianiste
  - Daniel Auteuil, - L'adversaire
  - François Berléand, - Mon idole
  - Bernard Campan, - Se souvenir des belles choses
  - Mathieu Kassovitz, - Amen.
- 2004: Omar Sharif, phim Monsieur Ibrahim et les fleurs du Coran
  - Daniel Auteuil, - Après vous
  - Jean-Pierre Bacri, - Les Sentiments
  - Gad Elmaleh, - Chouchou
  - Bruno Todeschini, - Son frère
- 2005: Mathieu Amalric, phim Rois et reine
  - Daniel Auteuil, - 36 quai des orfèvres
  - Gérard Jugnot, - Les Choristes
  - Benoît Poelvoorde, - Podium
  - Philippe Torreton, - L'Équipier
- 2006: Michel Bouquet, phim Le Promeneur du Champ-de-Mars
  - Patrick Chesnais, - Je ne suis pas là pour être aimé
  - Romain Duris, - De battre mon cœur s'est arrêté
  - José Garcia, - Le Couperet
  - Benoît Poelvoorde, - Entre ses mains
- 2007: François Cluzet, phim Ne le dis à personne
  - Michel Blanc, - Je vous trouve très beau
  - Alain Chabat, - Prête-moi ta main
  - Gérard Depardieu, - Quand j'étais chanteur
  - Jean Dujardin, - OSS 117 - Le Caire, nid d'espion
- 2008: Mathieu Amalric, phim Le scaphandre et le papillon
  - Michel Blanc, - Les Témoins
  - Jean-Pierre Darroussin, - Dialogue avec mon jardinier
  - Vincent Lindon, - Ceux qui restent
  - Jean-Pierre Marielle, - Faut que ça danse!
- 2009: Vincent Cassel, phim Mesrine
  - François-Xavier Demaison, - Coluche, l'histoire d'un mec
  - Guillaume Depardieu, - Versailles
  - Albert Dupontel, - Deux jours à tuer
  - Jacques Gamblin, - Le premier jour du reste de ta vie

### Thập niên 2010
- 2010: L'Enfer d'Henri-Georges Clouzot de Serge Bromberg et Ruxandra Medrea
  - La Danse de Frederick Wiseman
  - Himalaya, le chemin du ciel de Marianne Chaud
  - Home de Yann-Arthus Bertrand
  - Ne me libérez pas, je m'en charge de Fabienne Godet
- [2011: Ωcéans de Jacques Perrin et Jacques Cluzaud
  - Benda Bilili! de Florent de La Tullaye et Renaud Barret
  - Cleveland contre Wall Street de Jean-Stéphane Bron
  - Entre nos mains de Marianne Otero
  - Yves St Laurent Pierre Bergé, l'amour fou de Pierre Thoretton
- 2012: Tous au Larzac de Christian Rouaud
  - Le Bal des menteurs de Daniel Leconte
  - Crazy Horse de Frederick Wiseman
  - Ici on noie les Algériens de Yasmina Adi
  - Michel Petrucciani de Michael Radford
- 2013: Les Invisibles de Sébastien Lifshitz
  - Bovines ou la vraie vie des vaches d'Emmanuel Gras
  - Duch, le maître des forges de l'enfer de Rithy Panh
  - Journal de France de Claudine Nougaret et Raymond Depardon
  - Les Nouveaux Chiens de garde de Gilles Balbastre et Yannick Kergoat